# Forza risultante
Si definisce forza risultante la somma vettoriale di tutte le forze {\displaystyle {\vec {F_{1}}},{\vec {F_{2}}},\ldots ,{\vec {F_{N}}}} applicate ad un sistema. In formule si ha:
{\displaystyle {\vec {R}}=\sum _{i}^{N}{\vec {F_{i}}}}
dove {\displaystyle {\vec {R}}} rappresenta la forza risultante.
Nel caso in cui la forza vari con continuità, secondo una precisa legge matematica, la risultante può essere espressa in forma integrale:
{\displaystyle {\vec {R}}=\int {\mbox{d}}{\vec {F}}=\mathbf {i} \int {\mbox{d}}F_{x}+\mathbf {j} \int {\mbox{d}}F_{y}+\mathbf {k} \int {\mbox{d}}F_{z}}
Note le leggi con cui variano i moduli delle componenti nello spazio:
{\displaystyle \left\{{\begin{matrix}{\mbox{d}}F_{x}&=&\varphi _{x}{\mbox{d}}x\\{\mbox{d}}F_{y}&=&\varphi _{y}{\mbox{d}}y\\{\mbox{d}}F_{z}&=&\varphi _{z}{\mbox{d}}z\\\end{matrix}}\right.}
è possibile ricavare la forza risultante da:
{\displaystyle {\vec {R}}=\mathbf {i} \int \varphi _{x}{\mbox{d}}x+\mathbf {j} \int \varphi _{y}{\mbox{d}}y+\mathbf {k} \int \varphi _{z}{\mbox{d}}z}
Ora si possono distinguere due casi per {\displaystyle {\vec {R}}}:
- caso {\displaystyle {\vec {R}}\neq 0}

La somma vettoriale delle forze è non nulla. Per il secondo principio della dinamica, il sistema è oggetto ad una accelerazione direttamente proporzionale alla risultante {\displaystyle {\vec {R}}}, e di pari direzione e verso. Lungo la direzione di {\displaystyle {\vec {R}}}, in definitiva, la quantità di moto del sistema varia.
- caso {\displaystyle {\vec {R}}=0}

La somma vettoriale delle forze è nulla. Il sistema non varia la sua velocità e, di conseguenza, la sua quantità di moto è conservata cioè è una costante del moto. Questa condizione è anche espressa dalla prima equazione cardinale, secondo la quale la risultante delle forze è la derivata rispetto al tempo della quantità di moto: essendo {\displaystyle {\vec {R}}=0}, si ha che la derivata è nulla e quindi necessariamente la quantità di moto deve essere una costante. Tuttavia, la condizione {\displaystyle \sum {\vec {F}}=0} non è sufficiente per affermare che il sistema è in equilibrio dinamico. Altra condizione fondamentale per l'equilibrio è che la somma vettoriale di tutti i momenti del sistema sia nulla, ovvero che {\displaystyle \sum {\vec {M}}=0}.
Con questa seconda ipotesi il sistema non ruota e anche il suo momento angolare è conservato: infatti la seconda equazione cardinale della dinamica afferma che la risultante {\displaystyle \sum {\vec {M}}} dei momenti rispetto ad un polo è la derivata rispetto al tempo del momento angolare ({\displaystyle {\vec {L}}}); anche in questo caso se la risultante dei momenti è nulla, allora anche la derivata è nulla e quindi {\displaystyle {\vec {L}}=cost}.
Spesso quando si parla di forza applicata ad un corpo è implicito considerare la risultante delle forze.